# Iglesia india Shaker

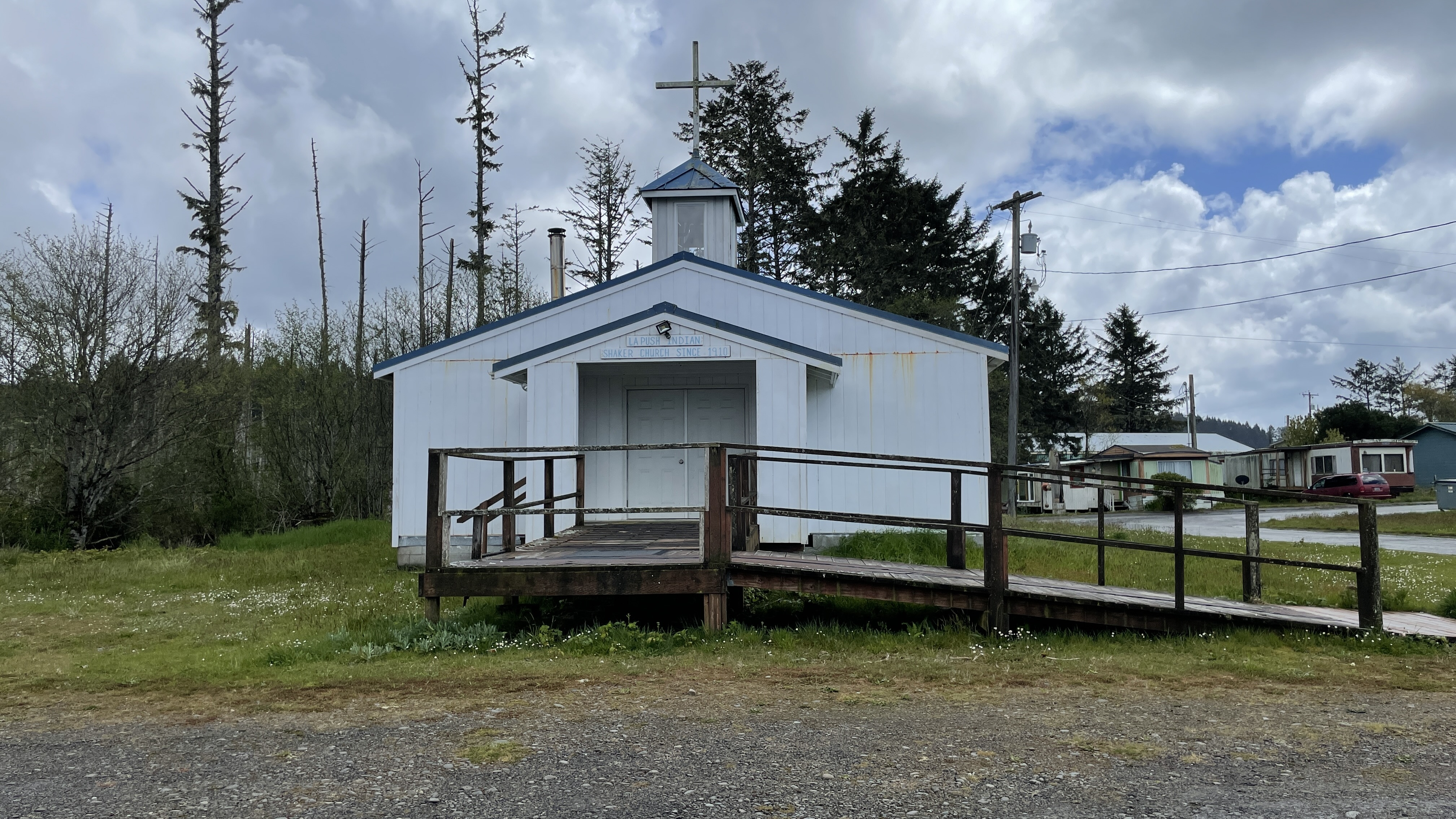
Iglesia india Shaker, La Push, Washington.

La Indian Shaker Church (Iglesia India de los Sacudidos, en traducción aproximada) es una corriente religiosa fundada en 1881 por el leñador squaxin John Slocum en Washington. La Indian Shaker Church es una mezcla única de creencias indias nativas, catolicismo, y protestantismo. Los Indian Shakers no están  relacionados con los shakers de Nueva Inglaterra y no deben confundirse con la Iglesia Nativa Americana.

## Historia y prácticas
Según reza la tradición, John Slocum (Squ-sacht-um) había muerto por enfermedad en 1881, cuando él revivió durante su ceremonia del despertar, manifestando una visita celestial e instrucciones para iniciar una nueva religión. Cuando Slocum enfermó de nuevo varios meses después, su mujer, Mary, empezó a sacudirse y temblar incontroladamente mientras rezaba. Poco después, Slocum se recuperó. La religión es por esta razón llamada, a causa de las sacudidas de sus miembros durante las congregaciones religiosas. Se dice que las sacudidas tienen poderes curativos.
Los Indian Shakers originalmente rechazaban la Biblia y cualquier otra escritura religiosa, y confiaban en cambio en la comunicación directa entre Dios y el individuo. Creían que la experiencia del Evangelio no requiere un libro, sino que se encuentra codificada en la mente y el alma según el deseo de Dios. La religión empezó a practicarse por muchos pueblos sin relación entre ellos de la costa noroeste de Norteamérica, tales como los Klallam, Quinault, Lower Chehalis, Yakama, y Hupa, entre otras. El tañido de campanillas individuales (con un volumen muy alto) es practicado en algunas iglesias.
La nueva religión encontró mucha oposición y hostilidad por parte de los euroamericanos. Como ya había ocurrido con la Ghost Dance, hubo mucha incomprensión y los Anglos temían un levantamiento indio. Durante un tiempo, todas las prácticas religiosas indias fueron prohibidas por ley, incluidas las Indian Shakers. Muchos miembros fueron encarcelados por sus prácticas. Powell et al. (1976) muestran dos anuncios expuestos por el US Indian Service en la Reserva Quileute:
Aviso a los Shakers: Por la presente tienen permiso para acudir a sus reuniones... bajo las condiciones siguientes: no durarán más de tres horas en domingos y en miércoles no más de dos horas. Deberán cumplirse las siguientes REGULACIONES: 1ª, Mantener abiertas las ventanas o una puerta durante las reuniones. 2ª, Usar solo una campana para dar señales. No se deben tañer continuamente. 3ª, No se admitirán niños en edad escolar en las reuniones nocturnas.
Ha podido saberse... que algunas mujeres están violando las Reglas... y que ellas se sacuden a todas las horas del día y de la noche. Por lo tanto, deberán comunicar a las mujeres con discreción que dejen de sacudirse en otros momentos que no sean los especificados por las reglas... Si ellas no paran,... deberán encerrarlas hasta que cumplan con lo ordenado. Las sacudidas de enfermos no se deben permitir... No queremos problemas con este asunto, si es posible evitarlos; pero las continuas y privadas sacudidas deben finalizar.
En la década de 1960, se produjo una ruptura entre los Indios Shakers, por la cual una facción "conservadora" continuó rechazando los escritos religiosos, mientras que una facción "progresiva" fue más tolerante acerca del uso de la Biblia y otro material escrito.
Los Indian Shakers continúan sus práticas religiosas en la Costa Noroeste de Washington, Oregón, California, y Columbia Británica.